# 祸神星
祸神星（55 Pandora）是第55颗被人类发现的小行星，于1858年9月10日发现。祸神星的直径为66.7千米，质量为3.1×1017千克，公转周期为1673.243天。
禍神星以希臘神話的人物潘朵拉命名。